# 隔离区
《隔离区》（英語：Quarantine）是一部2008年美國实时录像科幻恐怖电影，由約翰·艾瑞克·道鐸导演，翻拍自2007年西班牙電影《死亡錄像》。敘述一名女記者和她的攝影師分配到洛杉磯的消防隊拍攝夜班報導，但不久，他們接到救援電話後來到一棟公寓大樓，發現一種致命的變異狂犬病在大樓的居住者中傳播；之後政府開始派遣疾管局封鎖建築物周圍以防止疾病傳播到建築物外，使受困於公寓大樓的所有人無法逃離，而記者兩人繼續記錄裡面發生所發生的事件，而電影本身就是事件的結果。影片虽是电影《死亡录像》系列的翻拍版，但布景、人物、对白和对病毒的解释均与原片不同。影片于2008年10月10日由幕寶電影公司发行。
電影由珍妮佛·卡本特、傑·赫南德茲、哥伦布·绍特、格雷格·格曼、史蒂夫·哈里斯、丹妮亚·拉米雷兹、拉德·舍博德兹加和乔纳森·斯卡奇联袂主演。
《隔离区》於2008年10月10日由索尼的子公司幕寶電影公司在美國上映。全片无無配樂，只錄下聲效，影評人對本片的評價褒貶不一，對影片的氛圍和恐怖氣氛給予了好評。本片的全球票房收入為4130萬美元，預算為1200萬美元。隨後推出了續集，為2011年的《死亡直播2：終結站》，故事時間設定於本片的同一天晚上，場景轉為另一方的堪薩斯城機場病毒爆發。

## 劇情
2008年3月11日清晨，電視台記者安琪拉·維達爾和她的攝影師斯科特·波西瓦爾被派去跟拍值夜班的消防員傑克和弗萊徹。他們隨便參觀了消防局，但出自一座公寓樓的緊急呼叫派隊員們前去調查。當四人抵達現場時，打電話的人說他和鄰居們聽到一位把自己緊鎖在屋內的老婦人发出尖叫聲。消防員、警察和攝影團隊一進入大樓，老婦變得極具侵略性，发動襲擊並咬傷了一位警察。最終，警察開槍阻止老婦。大樓內的所有居民跑到樓下尋求庇護之時，小隊发現了一位與被擊斃的老婦很相熟的另一位婦人，把她連同其他人帶到樓下。
之後，CDC封鎖整棟大樓，引发居民恐慌。此時，安其拉采訪了一位住在樓內的小女孩布里安娜。布里安娜生病了，她說她的狗狗正呆在獸醫那兒，它好像也生病了。一名衛生督察穿著生化裝進入大樓，嘗試治療被咬的傷者，豈料傷者變得極為暴力。衛生督察透露，前天有一只狗被送到當地的獸醫那兒，沒過多久狗獸性大发，殺掉或傳染了診所內的其他寵物，迫使他們被實施安樂死。CDC根據狗項鏈追查到了這幢大樓。督察告訴悲痛欲絕的居民，這種未知但致命的疾病可以傳染給人類，受感染後人類會變成嗜血的野蠻人。安吉拉发現被感染的狗就是布里安娜的狗狗馬克斯。突然，布里安娜變得野蠻，咬了母親並逃到樓上去。小隊被迫用手銬把布里安娜的母親拷在欄桿旁，阻止她上樓保護布里安娜。小隊找到上樓的路後，把自己鎖在一個房間里，之後房東告訴他們他的房間有把可以通往地下室的鑰匙，或許可以從那裡的下水道孔洞逃出公寓，但他們发現其他兩個人也被咬了。封鎖大樓的狙擊手擊斃了嘗試從窗外逃跑的歌劇教師，而屋內受感染的兩人也发動攻擊，殺了房東和房東太太。傑克、安琪拉和斯科特離開屋子。其他人都被感染了，只有傑克、安琪拉和斯科特與他們血戰以尋找出路到達房東的房間尋找鑰匙。
找到鑰匙後，他們準備好再次開門前往地下室的路，但不料剛開門已有一位感染者埋伏，直接撲向傑克並咬死了他。安琪拉和斯科特成了唯二的幸存者。由於樓下尚有多位感染者阻擋去路，他們無法下樓前往地下室，而是被迫往上進入先前聽說沒有人居住的頂樓公寓。他們在搜尋頂樓時，发現這間房客來自波士頓，是奧姆真理教成員，負責闖入化學實驗室竊取病毒。當他們繼續穿越公寓時，閣樓的一扇門打開，斯科特打開攝像機的燈光去調查，遭到一個已感染男孩的撲打，燈光被熄滅。之後他打開夜視燈，斯科特和安琪拉聽到大樓內部傳出大力敲打的聲音。當斯科特回頭看時，发現有一名男子跟一名留在大樓的腐爛的男孩留在一起。
這名男子拖著一具陰森森的瘦削身軀，開始搜尋廚房區域，但他不知道安琪拉和斯科特在場。為了逃脫斯科特與安琪拉必須繞過這名感染者的身旁，但斯科特逃跑時被絆倒，遭到牠惡毒的攻擊，而攝像機掉在地上。安琪拉撿起相機環視房間，也被攻擊。她丟下攝像機後就沒能找著。攝像機錄下她被尖叫著拖入黑暗中，她的命運不得而知。

## 演员
- 珍妮佛·卡本特 饰 安琪拉·维达尔（Angela Vidal）
- 傑·赫南德茲 饰 杰克（Jack）
- 哥伦布·索特（英语：Columbus Short） 饰 丹尼·维伦斯基（Danny Wilensky）
- 格雷格·格曼 饰 劳伦斯（Lawrence）
- 史蒂夫·哈里斯 饰 斯科特·帕西凯尔（Scott Pervical）
- 丹妮亚·拉米雷兹 饰 萨迪（Sadie）
- 拉德·舍博德兹加（英语：Rade Serbedzija） 饰 尤里·伊万诺夫（Yuri Ivanov）
- 乔纳森·斯凱奇（英语：Johnathon Schaech） 饰 乔治·弗莱彻（George Fletcher）
- 喬伊·金 饰 布里安娜（Briana）
- 道格·瓊斯 饰 瘦弱的感染者（Thin Infected Man）

## 製作

### 開發
2007年西班牙恐怖電影《死亡錄像》取得成功後，索尼影業和幕寶電影公司開始翻拍原版電影。雙人電影製片人約翰·艾瑞克·道鐸和德魯·道鐸擔任編劇、執導這部電影，羅伊·李、塞爾吉奧·阿奎羅和道格·戴維森擔任製片人。

### 拍攝
電影的主要拍攝工作於2008年1月開始，並於2008年3月在加州洛杉磯市中心完成拍攝。影片以時間順序拍攝，平均鏡頭長度在四到六分鐘之間。

## 发行
影片于2008年10月10日发行，赚得5379867美元，票房榜名列榜首。影片以第二位开画，被上映第二周、首周票房14211321的《比弗利拜金狗》领先。全球票房为41319906美元。影片的DVD和蓝光于2009年2月17日发行。

### 家庭媒體影片
《死亡直播》於2009年2月17日發行DVD與藍光光碟。

## 评价
影片没有为美国的影片人提前放映。烂番茄根据81条评价打出58%的新鲜度。网站共识写道：“《隔离区》运用了有效率的气氛和嫁接在恐怖片之上的一致的恐怖。”Metacritic根据14条评价，给影片打出53分（满分100）的聚合得分，表示“好坏参半”。
血腥恶心網站给影片打出3.5星/5星评价，写道：“一项幽闭恐惧症的研究，专家般的演员、剪辑和对专家般的细致度和精确度的演绎，影片唯一一个需要解释的主要缺陷从未都不需要解释。”《疯哥利牙》的迈克尔·吉戈德（Michael Gingold）打出3/4星评价，表示影片“可以替代”原版。《帝国》的回应不冷不热，但批评翻拍版急就章和生搬硬套的风格。恐惧中心的保罗·尼古拉斯（Paul Nicholasi）打出1.5/5星评价，称摇摇欲坠的摄像机和混乱的节奏让影片很难让人看懂。《综艺》的乔·雷伊顿（Joe Leydon）称它是“一部有点创意、偶尔精彩的惊悚片，但是证实了太过忠实而失去了发挥其自身优点的骄傲中心。”
《死亡录像》系列联合编剧兼导演豪梅·巴拿盖鲁表达了对影片的厌恶：“我不可能喜欢（它），因为它就是一个翻版。除了结尾其他都是一样的。看了《死亡录像》就不可能享受《隔离区》。我不明白他们为什么要回避宗教主题，他们丢掉了影片结尾最关键的一环。”帕高·普拉扎表示影片“帮助《死亡录像》比其本身更受欢迎。影片把聚光灯移到我们的片子上。你知道，事实上影片打算到好莱坞重制，这在欧洲是个重磅消息。每个人都知道这部小小的西班牙电影的存在了。”

## 续集
2010年3月，幕寶電影公司宣布约翰·波格（John Pogue）将导演续集《隔离区2：终点站》，该片聚集于一架航班上的疫情。影片于2011年6月17日上映，口碑不俗。

## 奖项
- 2009年：土星奖最佳恐怖电影
- 2009年：青少年选择奖最佳恐怖/悬疑电影

来源：